# Ermita de Sant Roc (Museros)
L'ermita de Sant Roc és un temple catòlic situat al municipi de Museros datat del segle xviii. Està catalogada com a Bé d'interès cultural, amb número d'anotació RI-46.13.177-002, segons la llei del Patrimoni Cultural Valencià.
Existia al segle xvi i l'espadanya feta amb rajola i pintada de blanc és obra del segle xviii, d'estil barroc senzill.

## Campanar i campanes
L'Espadanya està decorada amb pilastres toscanes parellades i dos xicotets obeliscs als costats. Té una sola campana fosa el 1944 i dedicada a la Sagrada Família.